# David Horst
David Horst est un joueur de soccer américain né le 25 octobre 1985 à Pine Grove en Pennsylvanie. Il évolue au poste de défenseur.

## Carrière
Horst est repêché au 14e choix lors de la MLS SuperDraft 2008 par le Real Salt Lake.

## Palmarès
- Champion d'USSF D2 Pro League en 2010 avec les Puerto Rico Islanders